# Mikela Ristoski
Mikela Ristoski (Pula, 7. studenog 1989.), hrvatska paraolimpijka i članica Atletskog kluba Istre iz Pule. Osvajačica je zlatne i dviju brončanih odličja s Paraolimpijskih igara te svjetska prvakinja u skoku u dalj. Bila je stjegonoša na otvaranju Paraolimpijskih igara u Tokiju 2020.

## Životopis
Rođena je u Puli. Osvojila je zlatnu medalju u skoku u dalj na SP-u u Christchurchu
2012. je godine na  Paraolimpijskim igrama  u Londonu osvojila brončano odličje u skoku u dalj skokom od 5,28 m.
2016. 15. rujna na Paraolimpijskim igrama u Rio de Janeiru skokom i osobnim rekordom od 5,79 m osvaja zlatnu medalju.